# Leptochiton liratellus
Leptochiton liratellus är en blötdjursart som först beskrevs av Tom Iredale och Hull 1925.  Leptochiton liratellus ingår i släktet Leptochiton och familjen Leptochitonidae.
Artens utbredningsområde är Queensland. Inga underarter finns listade i Catalogue of Life.